# Oberndorf (Rottenburg)
Oberndorf ist ein Stadtteil von Rottenburg am Neckar im Landkreis Tübingen in Baden-Württemberg (Deutschland).

## Geographie
Oberndorf liegt rund sechs Kilometer nördlich von Rottenburg, zehn Kilometer westlich von Tübingen und 14 Kilometer südöstlich von Herrenberg auf einer flachen Erhebung zwischen Ammer- und Neckartal.

### Ausdehnung
Die Gemarkungsfläche Oberndorfs beträgt 614 Hektar. Hiervon entfallen 70,1 % auf landwirtschaftliche Fläche, 15,7 % auf Waldfläche, 13,7 % auf Siedlungs- und Verkehrsfläche, 0,2 % auf Wasserfläche und 0,3 % auf die übrige Nutzung.

### Kapelle

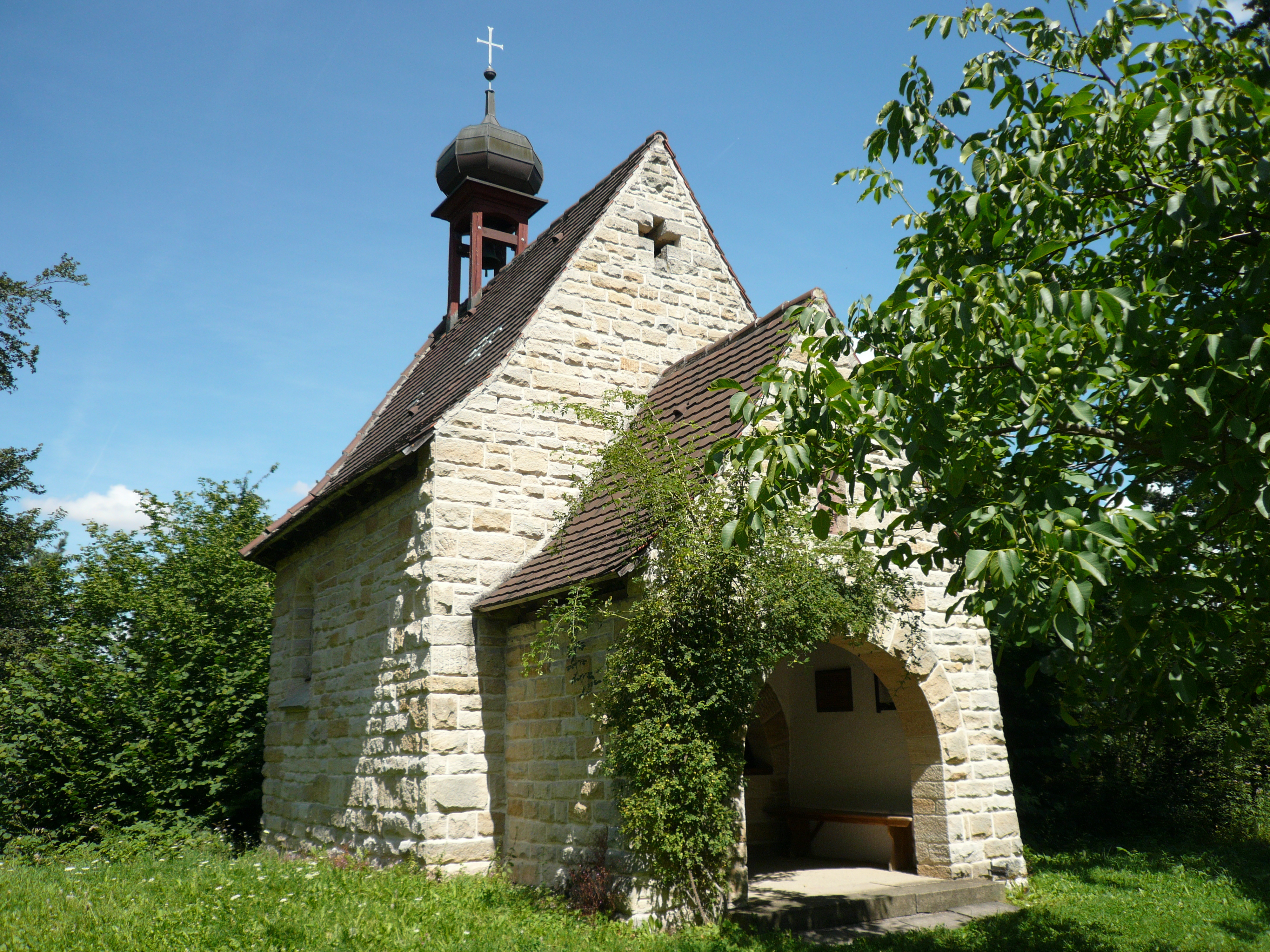
Die Marienkapelle

Im Wald oberhalb von Oberndorf liegt eine Marienkapelle. Sie wurde 1947 als Reaktion darauf gebaut, dass das Dorf im Zweiten Weltkrieg knapp einem Fliegerangriff entgangen ist.

## Geschichte
Am 1. April 1974 wurde Oberndorf in die Stadt Rottenburg am Neckar eingegliedert.